# Ramón García Mateos
Ramón García Mateos (Salamanca, 30 de septiembre de 1960) es un poeta y profesor español. Ha impartido clases de Literatura Española en la Universidad Rovira i Virgili de Tarragona y en el Instituto de Enseñanza Secundaria de Cambrils (Tarragona), localidad marinera en la que reside. Fue además cofundador y codirector de la revista La Poesía, señor hidalgo.

## Obra
En el terreno de la creación literaria es autor de los libros de poemas: De una eterna voz (1986), conjuntamente con Leopoldo de Luis; Triste es el territorio de la ausencia (1998), que obtuvo el premio de poesía Blas de Otero; Como el faro sin luz de la tristeza (2000), ganador del premio González de Lama; Lo traigo andado (2000); De ronda y madrugada (2001), accésit al premio internacional de poesía Ciudad de Torrevieja; Morfina en el corazón (2003), que obtuvo el premio Rafael Morales; y Como otros tienen una patria (2007), libro ganador del Premio Internacional de Poesía Ciudad de Salamanca. La Diputación de Salamanca, en su Colección Autores Salmantinos, publicó la antología Rumor de agua redonda (Antología 1998-2010) (2010), síntesis de todos los libros anteriores, con prólogo de Ángel Luis Prieto de Paula.  Asimismo sus versos han visto la luz en distintas revistas literarias, tanto españolas como extranjeras, y en antologías: Un siglo de sonetos en español (2000), Las palabras de paso (2001), Al aire nuevo. Antología de poesía española actual (2001), Entonces, ahora (2003) y 11-M: poemas contra el olvido (2004). 
Ha publicado numerosos trabajos de investigación, centrados especialmente en el análisis de la relación literatura-folclore. Fruto de una dedicación continuada a este ámbito de los estudios literarios es el libro Del 98 a García Lorca. Ensayo sobre tradición y literatura (1998). En recuerdo y homenaje del poeta José Agustín Goytisolo coordinó y editó el volumen misceláneo Tempestades de amor contra los cielos. Homenaje a José Agustín Goytisolo (2000). Asimismo es editor de la antología Palabras frente al mar (2003). Junto a Carme Riera, es el responsable de la edición crítica de la Poesía Completa (2009) de José Agustín Goytisolo.
Ha traducido al castellano la poesía completa del poeta catalán Gerard Vergés, que ha visto la luz bajo el título La raíz de la mandrágora (2005). En la primavera de 2006 apareció Memoria [amarga] de mí, un libro con apariencia de dietario que, en palabras del autor, "paga una antigua deuda con la poesía y la amistad".
En 2012 ha sido galardonado con el Premio Tiflos de Cuento por el libro Baza de copas. Ajuste de cuentas y, asimismo, ganó los Juegos Florales de Tegucigalpa con Daguerrotipos moderadamente apócrifos, convocados por la Alcaldía Municipal del Distrito Central con apoyo del Centro Cultural de España en Tegucigalpa.
En 2021 se presentó en su honor el volumen Uno de nosotros. Miscelánea homenaje a Ramón García Mateos, edición de Juan López-Carrillo (Tarragona: Silva Editorial, 2021).
En 2022 publicó Comer, beber y contar. Historias arrimadas a la cocina de la necesidad (Tarragona: Arola, 2022).

### Participación en obras colectivas
- La alquitara poética, edición de Luis Felipe Comendador, Béjar: El Sornabique & LF Ediciones, 1998.
- Las palabras de paso. Poetas en Salamanca 1976-2001, edición de José Luis Puerto y Tomás Sánchez Santiago, Salamanca: Amarú, 2001.
- Jo sóc aquell que em dic Gerard, Tierras del Ebro, Editorial Petròpolis, 2010.
- Palabras para Ashraf, edición de Juan Luis Calbarro, Palma de Mallorca: Los Papeles de Brighton, 2016.
- Poemas para combatir el coronavirus, edición de Juan Luis Calbarro y Miriam Maeso, Alcobendas (Madrid): IES Ágora y Los Papeles de Brighton, 2021.
- Mago Moga. Una forma de querer, edición de Moisés Galindo, Christian T. Arjona y Juan Luis Calbarro, Barcelona: Libros de Aldarán y Los Papeles de Brighton, 2024.